# Vladyslav Mazur
Vladyslav Vitaliyovych Mazur (né le 21 novembre 1996) est un athlète ukrainien, spécialiste du saut en longueur.

## Carrière
Le 21 juin 2017, il dépasse pour la première fois les 8 mètres, avec un saut à 8,01 m à Kropyvnytskyi, pour à nouveau dépasser cette marque en remportant le titre lors des Championnats d'Europe espoirs d'athlétisme 2017 à Bydgoszcz.

## Palmarès
| Date | Compétition                    | Lieu      | Résultat | Marque |
| ---- | ------------------------------ | --------- | -------- | ------ |
| 2017 | Championnats d'Europe espoirs  | Bydgoszcz | 1er      | 8,04 m |
| 2021 | Championnats d'Europe en salle | Toruń     | 4e       | 8,14 m |

## Records
| Épreuve          | Épreuve   | Performance | Lieu  | Date            |
| ---------------- | --------- | ----------- | ----- | --------------- |
| Saut en longueur | Plein air | 8,14 m      | Toruń | 5 mars 2021     |
| Saut en longueur | En salle  | 7,85 m      | Sumy  | 26 février 2016 |